# 2023–2024-es francia női labdarúgó-bajnokság (első osztály)
A 2023–2024-es francia női labdarúgó-bajnokság első osztályának (hivatalos nevén: Division 1 Féminine) 50. szezonja. 
A Francia labdarúgó-szövetség 2023. április 13-án bejelentette, hogy a bajnokság kimenetelét az alapszakasz után a legjobb négy csapat egymérkőzéses rájátszásban dönti el. A kieséses alapon megrendezendő küzdelmek végén a döntő győztese érdemli ki a bajnoki címet és a második, valamint a harmadik helyen végző együttesekkel indulhat Bajnokok Ligájában.
Tűzijáték miatt félbeszakították a 4. fordulóban rendezett Paris Saint-Germain-Reims találkozót 0–0-ás állásnál. A szomszédos területről érkező petárdák már az első félidő végén veszélyeztették a pályán lévők biztonságát, a mérkőzést azonban csak a második játékrész elején fújta le a játékvezető.
Mivel a rájátszást az utolsó fordulót követően három nappal kezdték meg, így több csapat is taktikai lépésre szánta el magát a 22. fordulóban, melyek érdekes eredményeket hoztak.

## A bajnokság csapatai

### Csapatváltozások
| Feljutott az első osztályba | Kiesett a másodosztályba |
| --------------------------- | ------------------------ |
| Lille Saint-Étienne         | Rodez AF ASJ Soyaux      |

### Csapatok adatai
| Klub                  | Település      | Stadion                    | Férőhely | Vezetőedző          | 2022–23-as helyezés |
| --------------------- | -------------- | -------------------------- | -------- | ------------------- | ------------------- |
| Girondins de Bordeaux | Bordeaux       | Stade Sainte-Germaine      | 7 000    | Patrice Lair        | 7.                  |
| Dijon FCO             | Dijon          | Stade des Poussots         | 498      | Sébastien Joseph    | 10.                 |
| Fleury 91             | Fleury-Mérogis | Stade Walter-Felder        | 1 000    | Fabrice Abriel      | 5.                  |
| EA Guingamp           | Saint-Brieuc   | Stade Centre Formation EAG | 1 960    | Mathieu Rufié       | 9.                  |
| Le Havre AC           | Le Havre       | Stade Océane               | 25 000   | Romain Djoubri      | 8.                  |
| Lille OSC             | Lille          | Complexe Sportif de Luchin | 2 000    | Rachel Saïdi        | 1. D2-A             |
| Olympique Lyon        | Lyon           | Stade Gérard Houllier      | 1 524    | Sonia Bompasteur    | 1.                  |
| Montpellier HSC       | Montpellier    | Stade Bernard-Gasset       | 1 280    | Yannick Chandioux   | 4.                  |
| Paris FC              | Bondoufle      | Stade Robert-Bobin         | 18 845   | Sandrine Soubeyrand | 3.                  |
| Paris Saint-Germain   | Párizs         | Stade Georges-Lefèvre      | 2 164    | Gérard Prêcheur     | 2.                  |
| Stade de Reims        | Reims          | Stade Louis Blériot        | 500      | Amandine Miquel     | 6.                  |
| AS Saint-Étienne      | Saint-Étienne  | Stade Salif-Keïta          | 1 000    | Laurent Mortel      | 1. D2-B             |

### Vezetőedző váltások
| Csapat                | Távozó edző         | Ok               | Dátum             | Poz. | Érkező edző    | Dátum             |
| --------------------- | ------------------- | ---------------- | ----------------- | ---- | -------------- | ----------------- |
| Girondins de Bordeaux | Patrice Lair        | elbocsátás       | 2024. április 10. | 12.  | Jérôme Dauba   | 2024. április 10. |
| Le Havre AC           | Frédéric Gonçalves  | szerződés vége   | 2023. május 31.   | 9.   | Romain Djoubri | 2023. június 5.   |
| EA Guingamp           | Frédéric Biancalani | közös megegyezés | 2023. június 1.   | 9.   | Mathieu Rufié  | 2023. június 13.  |

## Tabella
| Hely. | Csapat                  | M  | Gy | D | V  | G+ | G– | Gk  | P  | Megjegyzés |
| ----- | ----------------------- | -- | -- | - | -- | -- | -- | --- | -- | ---------- |
| 1.    | Olympique Lyon CV KGY B | 22 | 20 | 1 | 1  | 82 | 13 | +69 | 61 | Rájátszás  |
| 2.    | Paris Saint-Germain KGY | 22 | 15 | 5 | 2  | 67 | 17 | +50 | 50 | Rájátszás  |
| 3.    | Paris FC                | 22 | 13 | 3 | 6  | 56 | 27 | +29 | 42 | Rájátszás  |
| 4.    | Reims                   | 22 | 10 | 5 | 7  | 33 | 31 | +2  | 35 | Rájátszás  |
| 5.    | Fleury 91               | 22 | 10 | 3 | 9  | 37 | 33 | +4  | 33 |            |
| 6.    | Montpellier             | 22 | 9  | 5 | 8  | 33 | 36 | −3  | 32 |            |
| 7.    | Saint-Étienne Ú         | 22 | 9  | 2 | 11 | 31 | 52 | −21 | 29 |            |
| 8.    | Dijon                   | 22 | 6  | 5 | 11 | 26 | 47 | −21 | 23 |            |
| 9.    | Le Havre                | 22 | 5  | 8 | 9  | 33 | 49 | −16 | 22 |            |
| 10.   | Guingamp                | 22 | 4  | 4 | 14 | 26 | 49 | −23 | 16 |            |
| 11.   | Bordeaux K              | 22 | 3  | 4 | 15 | 17 | 49 | −32 | 13 | D2         |
| 12.   | Lille Ú K               | 22 | 2  | 7 | 13 | 27 | 65 | −38 | 13 | D2         |

### Helyezések fordulónként
| Csapat ╲ Forduló    | 1        | 2  | 3  | 4  | 5  | 6  | 7  | 8  | 9  | 10 | 11 | 12 | 13 | 14 | 15 | 16 | 17 | 18 | 19 | 20 | 21 | 22 |    |
| ------------------- | -------- | -- | -- | -- | -- | -- | -- | -- | -- | -- | -- | -- | -- | -- | -- | -- | -- | -- | -- | -- | -- | -- | -- |
| Csapat ╲ Forduló    | Bordeaux | 10 | 10 | 12 | 9  | 10 | 11 | 10 | 11 | 10 | 12 | 12 | 12 | 12 | 12 | 12 | 12 | 12 | 12 | 12 | 12 | 12 | 11 |
| Dijon               | 9        | 7  | 8  | 10 | 11 | 10 | 11 | 12 | 11 | 8  | 9  | 9  | 9  | 9  | 9  | 10 | 9  | 8  | 8  | 9  | 8  | 8  |    |
| Fleury              | 4        | 6  | 7  | 6  | 5  | 4  | 3  | 4  | 4  | 5  | 6  | 6  | 6  | 6  | 6  | 5  | 6  | 5  | 5  | 5  | 4  | 5  |    |
| Guingamp            | 7        | 8  | 10 | 11 | 9  | 9  | 7  | 8  | 8  | 9  | 10 | 10 | 10 | 10 | 10 | 9  | 10 | 10 | 10 | 10 | 10 | 10 |    |
| Le Havre            | 11       | 12 | 11 | 8  | 7  | 7  | 8  | 7  | 7  | 7  | 7  | 7  | 8  | 7  | 8  | 8  | 8  | 9  | 9  | 8  | 9  | 9  |    |
| Lille               | 12       | 11 | 6  | 7  | 8  | 8  | 9  | 9  | 9  | 11 | 11 | 11 | 11 | 11 | 11 | 11 | 11 | 11 | 11 | 11 | 11 | 12 |    |
| Olympique Lyon      | 1        | 2  | 2  | 1  | 1  | 1  | 1  | 1  | 1  | 1  | 1  | 1  | 1  | 1  | 1  | 1  | 1  | 1  | 1  | 1  | 1  | 1  |    |
| Montpellier         | 5        | 3  | 3  | 3  | 4  | 3  | 6  | 5  | 5  | 6  | 5  | 5  | 5  | 5  | 4  | 4  | 4  | 6  | 6  | 7  | 6  | 6  |    |
| Paris FC            | 2        | 1  | 1  | 2  | 2  | 2  | 2  | 2  | 2  | 2  | 2  | 3  | 3  | 3  | 3  | 3  | 3  | 3  | 3  | 3  | 3  | 3  |    |
| Paris Saint-Germain | 3        | 5  | 5  | 5  | 3  | 6  | 4  | 3  | 3  | 3  | 3  | 2  | 2  | 2  | 2  | 2  | 2  | 2  | 2  | 2  | 2  | 2  |    |
| Reims               | 6        | 4  | 4  | 4  | 6  | 5  | 5  | 6  | 6  | 4  | 4  | 4  | 4  | 4  | 5  | 6  | 5  | 4  | 4  | 4  | 5  | 4  |    |
| Saint-Étienne       | 8        | 9  | 9  | 12 | 12 | 12 | 12 | 10 | 12 | 10 | 8  | 8  | 7  | 8  | 7  | 7  | 7  | 7  | 7  | 6  | 7  | 7  |    |

## Rájátszás
|  |                     |                     |                     |                     |   |                |                |       |
|  | Elődöntő            | Elődöntő            | Elődöntő            |                     |   | Döntő          | Döntő          | Döntő |
|  | Elődöntő            | Elődöntő            | Elődöntő            |                     |   | Döntő          | Döntő          | Döntő |
|  | május 12.           |                     |                     |                     |   |                |                |       |
|  |                     |                     |                     |                     |   |                |                |       |
|  | Olympique Lyon      | Olympique Lyon      | 6                   |                     |   |                |                |       |
|  | Olympique Lyon      | Olympique Lyon      | 6                   | május 17.           |   |                |                |       |
|  | Reims               | Reims               | 0                   |                     |   |                |                |       |
|  | Reims               | Reims               | 0                   |                     |   | Olympique Lyon | Olympique Lyon | 2     |
|  | május 11.           |                     |                     |                     |   | Olympique Lyon | Olympique Lyon | 2     |
|  |                     |                     | Paris Saint-Germain | Paris Saint-Germain | 1 |                |                |       |
|  | Paris Saint-Germain | Paris Saint-Germain | Paris Saint-Germain | Paris Saint-Germain | 1 | 2 (5)          |                |       |
|  | Paris Saint-Germain | Paris Saint-Germain |                     |                     |   |                |                |       |
|  | Paris FC            | Paris FC            | 2 (4)               |                     |   |                |                |       |
|  | Paris FC            | Paris FC            | 2 (4)               | Bronzmérkőzés       |   |                |                |       |
|  |                     |                     |                     |                     |   |                |                |       |
|  | május 17.           |                     |                     |                     |   |                |                |       |
|  |                     |                     |                     |                     |   |                |                |       |
|  | Paris FC            | Paris FC            | 1 (4)               |                     |   |                |                |       |
|  | Paris FC            | Paris FC            | 1 (4)               |                     |   |                |                |       |
|  | Reims               | Reims               | 1 (2)               |                     |   |                |                |       |
|  | Reims               | Reims               | 1 (2)               |                     |   |                |                |       |

### Elődöntők
| 2024. május 12. 17:00 |

| Olympique Lyon                                                  | 6–0               | Reims |
| --------------------------------------------------------------- | ----------------- | ----- |
| Renard 12' van de Donk 36' Majri 42' Diani 56' 67' Dumornay 58' | (3–0) Jegyzőkönyv |       |

| Parc Olympique Lyonnais, Lyon Nézőszám: 11 110 Játékvezető: Clémence Goncalves |

| 2024. május 11. 21:00 |

| Paris Saint-Germain                       | 2–2               | Paris FC                                  |
| ----------------------------------------- | ----------------- | ----------------------------------------- |
| Geyoro 52' (11-esből) Katoto 72'          | (0–1) Jegyzőkönyv | 36' Matéo 56' D. Corboz                   |
| Büntetőpárbaj                             |                   |                                           |
| Karchaoui Katoto Baltimore Martens Geyoro | 5–4               | Greboval Bourdieu Thiney Le Mouël Sissoko |

| Parc des Princes, Párizs Nézőszám: 3 458 Játékvezető: Audrey Gerbel |

### Bronzmérkőzés
| 2024. május 17. 18:00 |

| Paris FC                              | 1–1               | Reims                            |
| ------------------------------------- | ----------------- | -------------------------------- |
| Matéo 84'                             | (0–0) Jegyzőkönyv | 87' (11-esből) R. Corboz         |
| Büntetőpárbaj                         |                   |                                  |
| Greboval Ould Hocine Thiney Ribadeira | 4–2               | R. Corboz Gomes Pasquereau Ngock |

| Stade Charléty, Párizs Nézőszám: 1 552 Játékvezető: Victoria Beyer |

### Döntő
| 2024. május 17. 21:00 |

| Olympique Lyon          | 2–1               | Paris Saint-Germain |
| ----------------------- | ----------------- | ------------------- |
| Cascarino 18' Diani 22' | (2–0) Jegyzőkönyv | 73' Chawinga        |

| Parc Olympique Lyonnais, Lyon Nézőszám: 16 660 Játékvezető: Maika Vanderstichel |

Az Olympique Lyon együttese története 17. bajnoki címét abszolválta.

## Statisztikák
| Gól | Név                     | Csapat              |
| --- | ----------------------- | ------------------- |
| 18  | Tabitha Chawinga        | Paris Saint-Germain |
| 12  | Ada Hegerberg           | Olympique Lyon      |
| 11  | Grace Geyoro            | Paris Saint-Germain |
| 11  | Marie-Antoinette Katoto | Paris Saint-Germain |
| 10  | Inès Benyahia           | Le Havre            |
| 10  | Eugénie Le Sommer       | Olympique Lyon      |
| 9   | Sara Däbritz            | Olympique Lyon      |
| 9   | Noémie Mouchon          | Reims               |
| 9   | Faustine Robert         | Montpellier         |
| 9   | Gaëtane Thiney          | Paris FC            |
| 8   | Ewelina Kamczyk         | Fleury 91           |
| 8   | Clara Matéo             | Paris FC            |
| 8   | Louna Ribadeira         | Paris FC            |
| 7   | Sandy Baltimore         | Paris Saint-Germain |
| 7   | Kessya Bussy            | Paris FC            |
| 7   | Julie Dufour            | Paris FC            |
| 6   | Cindy Caputo            | Saint-Étienne       |
| 6   | Louise Fleury           | Paris FC            |
| 6   | Lindsey Horan           | Olympique Lyon      |
| 6   | Rofiat Imuran           | Reims               |
| 6   | Léa Khelifi             | Montpellier         |
| 6   | Amalie Vangsgaard       | Paris Saint-Germain |
| 5   | Vicki Bècho             | Olympique Lyon      |
| 5   | Phoenetia Browne        | Saint-Étienne       |
| 5   | Shana Chossenotte       | Reims               |
| 5   | Melchie Dumornay        | Olympique Lyon      |
| 5   | Chancelle Effa Effa     | Le Havre            |
| 5   | Klaudia Jedlińska       | Dijon               |
| 5   | Rosemonde Kouassi       | Fleury 91           |
| 5   | Alexandria Lamontagne   | Saint-Étienne       |
| 5   | Nérilia Mondésir        | Montpellier         |
| 5   | Batcheba Louis          | Fleury 91           |
| 5   | Alison Péniguel         | Guingamp            |
| 5   | Julie Rabanne           | Lille               |
| 5   | Wendie Renard           | Olympique Lyon      |
| 4   | Nadjma Ali Nadjim       | Le Havre            |
| 4   | Laura Bourgouin         | Bordeaux            |
| 4   | Sarah Cambot            | Guingamp            |
| 4   | Daphne Corboz           | Paris FC            |
| 4   | Rachel Corboz           | Reims               |
| 4   | Léa Declercq            | Dijon               |
| 4   | Mélissa Gomes           | Reims               |
| 4   | Dominika Grabowska      | Fleury 91           |
| 4   | Léa Le Garrec           | Fleury 91           |
| 4   | Amel Majri              | Olympique Lyon      |
| 4   | Anaïs Ribeyra           | Lille               |
| 4   | Hawa Sangaré            | Bordeaux            |
| 4   | Antonie Stárová         | Guingamp            |
| 4   | Laurie Teinturier       | Guingamp            |
| 3   | Lorena Azzaro           | Lille               |
| 3   | Marjorie Boilesen       | Lille               |
| 3   | Maïté Boucly            | Lille               |
| 3   | Mathilde Bourdieu       | Paris FC            |
| 3   | Mickaëlla Cardia        | Le Havre            |
| 3   | Solène Champagnac       | Saint-Étienne       |
| 3   | Vu Csengsu              | Dijon               |
| 3   | Océane Deslandes        | Montpellier         |
| 3   | Kadidiatou Diani        | Olympique Lyon      |
| 3   | Kess Elmore             | Saint-Étienne       |
| 3   | Vanessa Gilles          | Olympique Lyon      |
| 3   | Abi Kim                 | Bordeaux            |
| 3   | Jade Le Guilly          | Paris Saint-Germain |
| 3   | Marie-Charlotte Léger   | Guingamp            |
| 3   | Lieke Martens           | Paris Saint-Germain |
| 3   | Griedge Mbock Bathy     | Olympique Lyon      |
| 3   | Julie Pian              | Lille               |
| 3   | Amandine Pierre-Louis   | Saint-Étienne       |
| 2   | Latifah Abdu            | Dijon               |
| 2   | Laurie Cance            | Le Havre            |
| 2   | Noémie Carage           | Saint-Étienne       |
| 2   | Deja Davis              | Le Havre            |
| 2   | Silke Demeyere          | Le Havre            |
| 2   | María Díaz              | Dijon               |
| 2   | Daniëlle van de Donk    | Olympique Lyon      |
| 2   | Damaris Egurrola        | Olympique Lyon      |
| 2   | Salomé Elisor           | Le Havre            |
| 2   | Charlotte Fernandes     | Fleury 91           |
| 2   | Aïrine Fontaine         | Fleury 91           |
| 2   | Christy Gavory          | Le Havre            |
| 2   | Tianna Harris           | Fleury 91           |
| 2   | Sakina Karchaoui        | Paris Saint-Germain |
| 2   | Kaja Korošec            | Paris FC            |
| 2   | Andréa Lardez           | Bordeaux            |
| 2   | Anaële Le Moguédec      | Reims               |
| 2   | Margaux Le Mouël        | Paris FC            |
| 2   | Kethna Louis            | Montpellier         |
| 2   | Malou Marcetto          | Dijon               |
| 2   | Sonia Ouchène           | Montpellier         |
| 2   | Océane Picard           | Dijon               |
| 2   | Jessy Roux              | Lille               |
| 2   | Alice Sombath           | Olympique Lyon      |
| 2   | Zoé Stiévenart          | Le Havre            |
| 2   | Meriame Terchoun        | Dijon               |
| 2   | Marion Torrent          | Montpellier         |
| 1   | Korbin Albert           | Paris Saint-Germain |
| 1   | Evelyn Badu             | Fleury 91           |
| 1   | Nesrine Bahlouli        | Bordeaux            |
| 1   | Faustine Bataillard     | Saint-Étienne       |
| 1   | Sabitra Bhandari        | Guingamp            |
| 1   | Marine Dafeur           | Fleury 91           |
| 1   | Élisa De Almeida        | Paris Saint-Germain |
| 1   | Oluwatosin Demehin      | Reims               |
| 1   | Hillary Diaz            | Bordeaux            |
| 1   | Agathe Donnary          | Guingamp            |
| 1   | Anaïs Ebayilin          | Paris Saint-Germain |
| 1   | Nesryne El Chad         | Lille               |
| 1   | Romane Enguehard        | Le Havre            |
| 1   | Léna Goetsch            | Dijon               |
| 1   | Shnia Gordon            | Montpellier         |
| 1   | Jackie Groenen          | Paris Saint-Germain |
| 1   | Sarah Jankovska         | Dijon               |
| 1   | Emmy Jézéquel           | Guingamp            |
| 1   | Liana Joseph            | Olympique Lyon      |
| 1   | Maëlle Lakrar           | Montpellier         |
| 1   | Rose Lavaud             | Dijon               |
| 1   | Carla Lecaille          | Bordeaux            |
| 1   | Marozsán Dzsenifer      | Olympique Lyon      |
| 1   | Alice Marques           | Olympique Lyon      |
| 1   | Amanda Mbadi            | Saint-Étienne       |
| 1   | Maeline Mendy           | Olympique Lyon      |
| 1   | Charlene Meyong         | Reims               |
| 1   | Maelys Mpomé            | Montpellier         |
| 1   | Nina Ngueleu            | Montpellier         |
| 1   | Regina Otu              | Saint-Étienne       |
| 1   | Sonia Ouchène           | Montpellier         |
| 1   | Aurore Paprzycki        | Lille               |
| 1   | Julie Pasquereau        | Reims               |
| 1   | Leïla Peneau            | Guingamp            |
| 1   | Maïwen Renard           | Guingamp            |
| 1   | Nina Richard            | Guingamp            |
| 1   | Fanny Rossi             | Paris Saint-Germain |
| 1   | Chanel Tchaptchet       | Le Havre            |

| Öngól | Név                | Csapat              |
| ----- | ------------------ | ------------------- |
| 2     | Emmy Jézéquel      | Guingamp            |
| 1     | Celeste Boureille  | Montpellier         |
| 1     | Élisa De Almeida   | Paris Saint-Germain |
| 1     | Léa Declercq       | Dijon               |
| 1     | Oluwatosin Demehin | Reims               |
| 1     | Maëlle Lakrar      | Montpellier         |
| 1     | Marie Levasseur    | Montpellier         |
| 1     | Maelys Mpomé       | Montpellier         |
| 1     | Regina Otu         | Saint-Étienne       |
| 1     | Maïwen Renard      | Guingamp            |

| Mérk. | Név                    | Csapat              |
| ----- | ---------------------- | ------------------- |
| 9     | Kinga Szemik           | Reims               |
| 8     | Christiane Endler      | Olympique Lyon      |
| 7     | Constance Picaud       | Paris Saint-Germain |
| 6     | Chiamaka Nnadozie      | Paris FC            |
| 4     | Maryne Gignoux-Soulier | Saint-Étienne       |
| 4     | Lisa Lichtfus          | Dijon               |
| 3     | Marie Petiteau         | Montpellier         |
| 2     | Laura Benkarth         | Olympique Lyon      |
| 2     | Manon Heil             | Fleury 91           |
| 2     | Cosette Morché         | Montpellier         |
| 2     | Laëtitia Philippe      | Le Havre            |
| 2     | Marie-Morgane Sieber   | Guingamp            |
| 1     | Katarzyna Kiedrzynek   | Paris Saint-Germain |
| 1     | Élisa Launay           | Lille               |
| 1     | Justine Lerond         | Bordeaux            |
| 1     | Chloé N'Gazi           | Fleury 91           |
| 1     | Cindy Perrault         | Guingamp            |
| 1     | Alice Pinguet          | Dijon               |

## Díjazottak
| Hónap      | A hónap játékosa  | A hónap játékosa    | Forrás |
| ---------- | ----------------- | ------------------- | ------ |
| Szeptember | Eugénie Le Sommer | Olympique Lyon      | [ 10 ] |
| Október    | Melchie Dumornay  | Olympique Lyon      | [ 11 ] |
| November   | Inès Benyahia     | Le Havre            | [ 12 ] |
| December   | Damaris Egurrola  | Olympique Lyon      | [ 13 ] |
| Január     | Ada Hegerberg     | Olympique Lyon      | [ 14 ] |
| Február    | Tabitha Chawinga  | Paris Saint-Germain | [ 15 ] |
| Március    | Tabitha Chawinga  | Paris Saint-Germain | [ 16 ] |
| Április    | Noémie Mouchon    | Reims               | [ 17 ] |

| Díj (FFF)             | Győztes           | Klub                |
| --------------------- | ----------------- | ------------------- |
| Az év játékosa        | Tabitha Chawinga  | Paris Saint-Germain |
| Az év fiatal játékosa | Inès Benyahia     | Le Havre            |
| Az év kapusa          | Chiamaka Nnadozie | Paris FC            |
| Az év menedzsere      | Sonia Bompastor   | Olympique Lyon      |
| Az év gólja           | Eugénie Le Sommer | Olympique Lyon      |